# Alexandre Prokhorenko
Pour les articles homonymes, voir Prokhorenko.
Alexandre Alexandrovitch Prokhorenko (en russe : Александр Александрович Прохоренко), né le 22 juin 1990 à Gorodki, et mort au combat le 17 mars 2016 à 25 ans à Palmyre, est un officier de l'armée russe des forces spéciales de renseignement.

## Biographie
Alexandre Prokhorenko est né le 22 juin 1990 à Gorodki. Il est élève dans l'école de son village natal[réf. souhaitée]. Après avoir été diplômé d'une école d'ingénierie de défense antimissile antiaérienne, il a fréquenté l'Académie de Smolensk de défense antiaérienne et a obtenu son diplôme de l'Académie avec les honneurs.
Il se marie en 2014[réf. souhaitée].

### Guerre en Syrie
Prokhorenko était en mission pour diriger certaines de ces frappes aériennes russes vers des cibles de l'État islamique, lorsqu'il a été découvert et encerclé par les forces de l'État islamique[réf. nécessaire]. Il a reçu l'ordre de se mettre en sécurité avant l'attaque aérienne mais a dit à son commandant qu'il ne pouvait pas s'échapper de la zone, avant d'ajouter : « Je suis encerclé, ils sont à l'extérieur, je ne veux pas qu'ils me prennent et me paradent, conduisez l'attaque aérienne, ils se moqueront de moi et de cet uniforme. Je veux mourir dignement et emmener tous ces salauds avec moi. S'il vous plaît mon dernier souhait, conduisez l'attaque aérienne, ils me tueront de toute façon. C'est le commandant final, merci, dites à ma famille et à mon pays que je les aime. Dites-leur que j'ai été courageux et que je me suis battu jusqu'à ce que je ne puisse plus le faire. S'il vous plaît, prenez soin de ma famille, vengez ma mort, au revoir commandant, dites à ma famille que je les aime »,.
Il aurait appelé à un bombardement sur ses propres coordonnées, se sachant condamné lors de la bataille de Palmyre,,,,,,.
Cette décision aurait entraîné l’élimination de plusieurs dizaines de combattants islamistes.
Il meurt le 17 mars 2016, sa mort est annoncée le 24 mars 2016.
Le corps d'Alexandre Prokhorenko, l'homme qu'on appelle maintenant le « Rambo russe », est ramené à Moscou pour être accueilli par sa femme, Katia, enceinte de leur enfant. Ses funérailles ont lieu le 6 mai dans son village natal.

## Hommage
- Vladimir Poutine lui a décerné le titre de héros de la fédération de Russie[14], (11 avril 2016, à titre posthume)[15],[16],[17].
- Une école pourrait porter son nom[13].
- Jean-Claude et Micheline Magué, un couple de retraités français dont le fils soldat est mort à Sarajevo, font don de leurs médailles militaires de famille aux proches de Prokhorenko, et sont invités par Vladimir Poutine à la parade du 9 mai, à Moscou[18],[19].

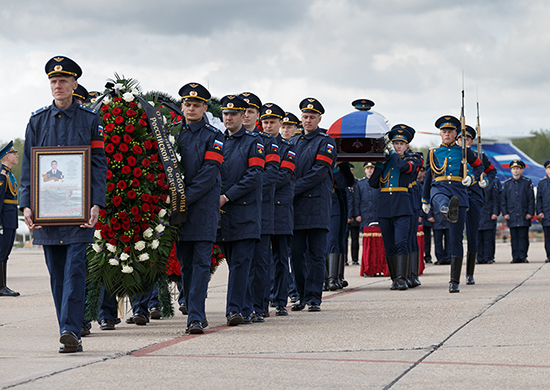
Adieu à Alexandre Prohorenko sur l'aéroport Chkalovsky.
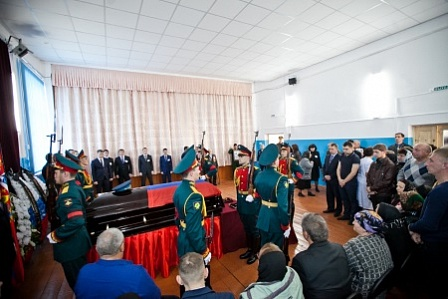
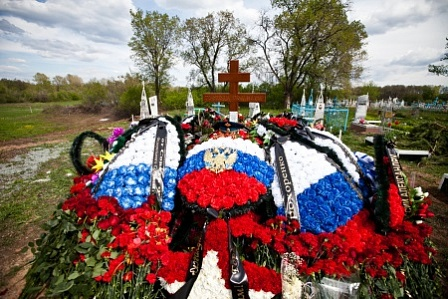
La tombe d'Alexandre Prokhorenko dans le cimetière de Gorodki, sa ville natale.